# 北見富士 (紋別市)
北見富士（きたみふじ）は、北海道の紋別市と紋別郡滝上町と紋別郡遠軽町の3市町にまたがる標高1,306.3mの山である。山頂には二等三角点「大山」が設置されている。

## 概要
北見山地の中央部、チトカニウシ山から北東に伸びる支稜線上に位置する。山頂北部の広くなだらかな斜面が特徴的である。北見富士は火山の残滓であり、北側斜面は玄武岩溶岩が固まった溶岩台地として形成されている。
北見市（留辺蘂町）にも同名の山（1,291.1m）が存在しているが、区別の仕方は人によって異なり定まっていない。元々は紋別市の北見富士の方が先に名前がついていたが、地図作製の際に場所を誤って記入してしまったために2つになってしまったという。

## 登山
丸立峠が通行止めのため、道道306号を紋別市側から進み、上立牛40線沢林道へ入って登山口へ向かう。道道306号は林道入口直後で通行止めとなる。林道を歩いて進むと看板が設置されている北見富士登山口へ到着する。登山道中はピンクテープや標識などが設置されている場所もあるものの藪漕ぎ箇所が多く、特に山頂北側の溶岩台地は登山道が不明瞭でありながらも特徴的な地形がないためルート・ファインディングの技術が求められる。